# Championnats d'Amérique du Sud juniors d'athlétisme 1995
Navigation
Championnats d'Amérique du Sud juniors 1994 Championnats d'Amérique du Sud juniors 1996
La 27e édition des Championnats d'Amérique du Sud juniors d'athlétisme s'est tenue à Santiago au Chili du 5 au 7 septembre 1995.

## Résultats

### Hommes
| Épreuves              | Or                          | Or             | Argent                       | Argent         | Bronze                     | Bronze         |
| --------------------- | --------------------------- | -------------- | ---------------------------- | -------------- | -------------------------- | -------------- |
| 100 mètres            | Evandro Tristão Brésil      | 10 s 93        | Carlos Barbosa Venezuela     | 10 s 96        | Édson Nascimento Brésil    | 11 s 01        |
| 200 mètres            | Paulo Poersch Brésil        | 21 s 94        | Evandro Tristão Brésil       | 22 s 04        | Carlos Barbosa Venezuela   | 22 s 04        |
| 400 mètres            | Víctor Hugo Goulart Brésil  | 48 s 05        | Gustavo Aguirre Argentine    | 48 s 19        | Carlos Zbinden Chili       | 48 s 88        |
| 800 mètres            | Márcio da Silva Brésil      | 1 min 50 s 12  | Eronilde Almeida Brésil      | 1 min 52 s 47  | César Suárez Colombie      | 1 min 52 s 77  |
| 1 500 mètres          | Márcio da Silva Brésil      | 3 min 53 s 07  | Hudson de Souza Brésil       | 3 min 53 s 28  | Darío Núñez Argentine      | 3 min 55 s 64  |
| 5 000 mètres          | Clodoaldo da Silva Brésil   | 14 min 33 s 66 | Marílson dos Santos Brésil   | 14 min 36 s 88 | José Carrasco Colombie     | 14 min 47 s 61 |
| 10 000 mètres         | Paulo Lunkes Brésil         | 30 min 54 s 23 | José Carrasco Colombie       | 30 min 58 s 18 | Jaime Gaete Chili          | 32 min 07 s 39 |
| 3 000 mètres steeple  | Julián Peralta Argentine    | 9 min 03 s 38  | Ramiro Nogueira Brésil       | 9 min 07 s 63  | Rômulo da Silva Brésil     | 9 min 12 s 78  |
| 110 mètres haies      | José David Riesco Pérou     | 14 s 86        | Carlos Vega Chili            | 15 s 02        | Marco Silva Brésil         | 15 s 18        |
| 400 mètres haies      | Alexander Mena Colombie     | 52 s 18        | Cleber da Silva Brésil       | 52 s 53        | Édson Hernandes Brésil     | 52 s 85        |
| Saut en hauteur       | Felipe Apablaza Chili       | 2,13 m         | Erasmo Jara Argentine        | 2,11 m         | Fabrício Romero Brésil     | 2,09 m         |
| Saut à la perche      | Sebastián Ortiz Uruguay     | 4,55 m         | José Escalona Venezuela      | 4,45 m         | Henrique Martins Brésil    | 4,25 m         |
| Saut en longueur      | Sérgio dos Santos Brésil    | 7,19 m         | José Reyes Venezuela         | 7,15 m         | Christian Stahl Uruguay    | 7,02 m         |
| Triple saut           | Gustavo Pinto Brésil        | 16,36 m        | José Reyes Venezuela         | 15,33 m        | Márcio Cardoso Brésil      | 15,11 m        |
| Lancer du poids       | Marco Antonio Verni Chili   | 16,04 m        | Wilson Wilchez Colombie      | 15,00 m        | Francisco Pinter Argentine | 14,32 m        |
| Lancer du disque      | Andrés Calvo Argentine      | 45,98 m        | Juan Cerra Argentine         | 44 s 40        | Marco Antonio Verni Chili  | 44 s 02        |
| Lancer du marteau     | Juan Cerra Argentine        | 67,12 m        | Sebastián Balasina Argentine | 54,14 m        | Marcos dos Santos Brésil   | 52,70 m        |
| Lancer du javelot     | Francisco Galotto Argentine | 61,16 m        | Pedro Prando Brésil          | 60,60 m        | Luis Palomeque Colombie    | 58,94 m        |
| Décathlon             | Moisés Pereira Brésil       | 6 407 pts      | Alejandro Acosta Argentine   | 6 390 pts      | Alberto Miethe Chili       | 6 196 pts      |
| 10 km marche          | Nixon Zambrano Colombie     | 43 min 36 s 13 | Sidney Rodrigues Brésil      | 44 min 30 s 81 | Omar Aguirre Équateur      | 45 min 10 s 96 |
| Relais 4 × 100 mètres | Brésil                      | 41 s 79        | Chili                        | 42 s 71        | Colombie                   | 43 s 40        |
| Relais 4 × 400 mètres | Brésil                      | 3 min 13 s 01  | Colombie                     | 3 min 16 s 20  | Argentine                  | 3 min 16 s 63  |